# Acacia Mining
Acacia Mining (vormals African Barrick Gold) betreibt vier Goldminen in Tansania; der Unternehmenssitz befindet sich in London. 

## Organisationsstruktur
Das Unternehmen ist im FTSE 250 Index notiert. Größter Anteilseigner ist mit 64 % die kanadische Barrick Gold.

### Goldminen
Die Bulyanhulu-Mine und die Buzwagi-Mine werden im Untertagebau betrieben und befinden sich beide in der Region Shinyanga.
Die Nord-Mara- und die Tulakawa-Goldmine können im Tagebau abgebaut werden.
2015 wurden 20.752 kg Gold gefördert.